# Habromys lophurus
Habromys lophurus és una espècie de mamífer rosegador de la família dels cricètids. Viu a altituds d'entre 2 i 3.110 msnm a Guatemala, Mèxic i, possiblement, El Salvador. Es tracta d'un animal nocturn i semiarborícola. El seu hàbitat natural són els boscos montans humits situats al cinturó de pins i roures. Està amenaçat per la desforestació. El seu nom específic, lophurus, significa ‘cua crestada’ en llatí.